# Wikstroemia meyeniana
Wikstroemia meyeniana är en tibastväxtart som beskrevs av Otto Warburg. Wikstroemia meyeniana ingår i släktet Wikstroemia och familjen tibastväxter. Inga underarter finns listade i Catalogue of Life.